# Gheorghe Viziru
Gheorghe Viziru (poreclit Gogu Viziru; n. 11 aprilie 1924, Băilești – d. 5 august 2003, București) a fost un important jucător de tenis român, campion național și membru al echipei naționale pentru Cupa Davis.
Gheorghe Viziru a avut un frate geamăn, Marin, care era și el jucător de tenis. Cei doi au participat încă de la vârsta de 15 ani la campionatul național de juniori, Gheorghe câștigând finala. În 1947 a câștigat finala și la seniori, performanță pe care a repetat-o apoi de opt ori.
În 1951 a câștigat împreună cu fratele său proba de dublu la Campionatele Mondiale Universitare. A făcut mai târziu echipă și cu Ion Țiriac. A antrenat și în Germania, la München.